# Роман о Тристане и Изольде
«Рома́н о Триста́не и Изо́льде Белоку́рой, короле́ве Корнуэ́льской» (фр. Le rommans de Tristan et de la royne Yseult la blonde, royne de Cornoaille, ms. BnF, fr. 99, expl.) или «Рома́н о Триста́не» (фр. Le Roman de Tristan), в переводе на современный французский язык — «Рома́н о Триста́не в про́зе» (фр. Le Roman de Tristan en prose), в научном узусе также принято название «Триста́н в про́зе» (фр. Tristan en prose) — французский анонимный рыцарский роман, созданный в прозе несколькими авторами в первой половине XIII века на старофранцузском языке о персонажах кельтских легенд Тристане и Изольде. Предыдущие куртуазные произведения этой тематики принадлежали к жанру рыцарского романа в стихах. Первое произведение о Тристане не только включённое в Артуриану, но и связанное с мотивами поисков Святого Грааля, чем значительно отличается от предшествующих стихотворных версий. Роман служил одним из французских источников, использовавшихся Томасом Мэлори при создании компиляции на английском языке «Смерть Артура». Первое печатное издание вышло в 1489 году. В переводах на русский язык Ю. Н. Стефанова известен под названиями «Роман о Тристане и Изольде» (1974) и «Роман о Тристане» (1976). В «Тристане в прозе» главный план занят описаниями рыцарских поединков и турниров, меньше места уделено истории любви к Изольде.

## История создания
С конца 60-х годов XII века создавались стихотворные версии романа о Тристане и Изольде. Более известны из них частично сохранившиеся французские романы в стихах Беруля (около 1180 года) и Томаса Британского (около 1170 года), объёмный роман на немецком языке Готфрида Страсбургского. Сохранился также роман на немецком языке Эйльгарта фон Оберге (около 1190 года).
Современные исследователи склонны доверять словам Кретьена де Труа из пролога «Клижеса» о том, что им был написан роман о Тристане, точнее «о короле Марке и белокурой Изольде». Однако, ввиду того, что до сих пор это сочинение не было обнаружено, принято считать, что оно не сохранилось. На некоторых ресурсах русской части Интернета ошибочно указывается, что автором романа в прозе являлся Кретьена де Труа, что невероятно как по датировке его смерти до 1190 года, так и потому, что это сочинение (прозаическое или же стихотворное?) не дошло до наших дней. Из текста вступительной статьи и примечаний А. Д. Михайлова вытекает, что Кретьен де Труа не был автором предлагаемого текста «Романа о Тристане и Изольде» (перевод 1974 года в серии БВЛ). Поль Зюмтор писал: «Некоторые историки совершенно безосновательно считали, будто Кретьен был автором первого романа о Тристане и Изольде — предполагаемого архетипа сохранившихся его версий. Вероятнее всего, имеется в виду одна из коротких повестей, построенных на одном из эпизодов „легенды“ — наподобие „Лэ о жимолости“ Марии Французской».
«Тристан в прозе» не был первым прозаическим рыцарским романом — исследователи полагают, что произведение создавалось под воздействием предшествующего ему «Ланселота в прозе». Известны две основных версии романа в прозе. Согласно мнению медиевистов, разделяемому А. Д. Михайловым, 1-я редакция в прозе возникла около 1230 года, но не ранее 1215 и не позднее 1235 годов. 2-я редакция появилась после 1250 года. В прологе некий Люс дель Гат назвал себя автором произведения. Никаких сведений о данном писателе нет. Исследователи предполагают, что это имя было использовано как псевдоним. Затем некий Эли де Борон потратил 5 лет на завершение книги, но, несмотря на это, специалисты относят роман к анонимным сочинениям.
В Средние века роман пользовался большой популярностью, о чём свидетельствуют 75 (или более 80) сохранившихся рукописей, в то время как «Смерть Артура» дошла в 50 списках. Манускрипты хранятся в Париже, Брюсселе, Ватикане, Вене, Женеве, Карпентре, Оксфорде, Риме, Санкт-Петербурге и других городах. Одна из многих рукописей романа под названием «Роман о Тристане (в прозе)» (фр. Le Roman de Tristan (en prose)) из коллекции П. П. Дубровского хранится в Публичной библиотеке Санкт-Петербурга; Fr. F. v. XV № 2.

## Особенности сюжета

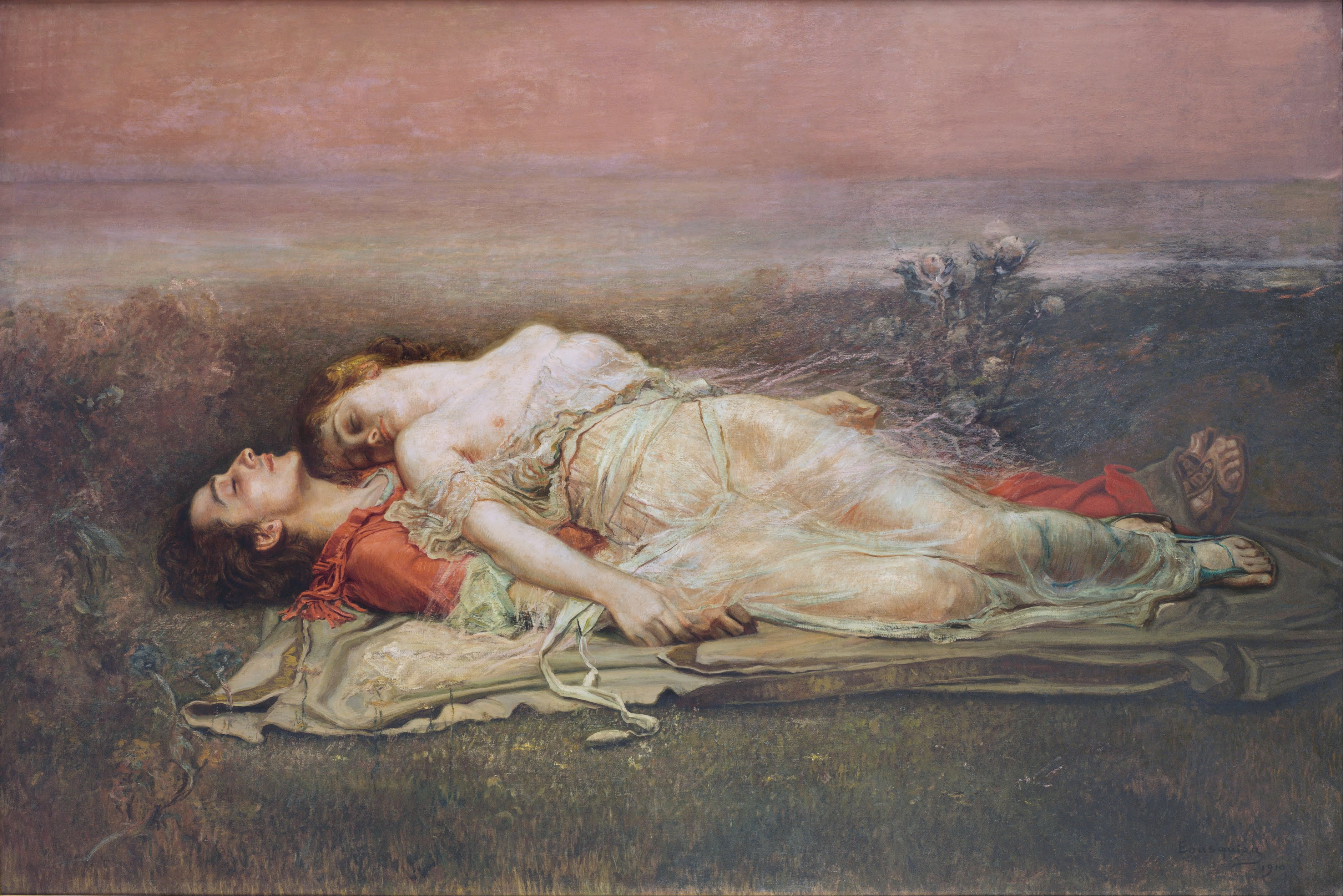
Смерть Тристана и Изольды

В прозаическом варианте романа имя матери Тристана не упоминается, а его отец назван Мелиадуком. В обработке Ж. Бедье фигурируют имена стихотворных версий романа: отец Тристана — Ривален, мать — Бланшефлер. В самом начале легенды королева при рождении сына произносит: «И раз ты появился на свет от печали, печальным будет твое имя: в знак печали я нарекаю тебя Тристаном». Таким образом, из уст матери озвучивается типичная для средневековья ложная этимология имени рыцаря: Тристан от фр. tristesse — печаль. В действительности его исконное имя Друстан имеет пиктское происхождение неясной этимологии. 
«Тристан в прозе» воспроизводит основные заимствованные из кельтских легенд сюжетные линии романов в стихах: рождение героя, судьба его родителей, поединок с Морхольтом Ирландским, битва с драконом, Изольда узнаёт в Тристане убийцу брата по зазубрине на его мече, любовный напиток, «Божий суд» и другие. Средневековые рукописи романа в прозе значительно объёмны, например рукопись из Публичной библиотеки в Петербурге содержит 234 фолио, т. е. 468 страниц текста. В прозаических версиях возникла восходящая к Иосифу Аримафейскому подробная генеалогия Тристана, превратившегося из пылкого любовника в странствующего рыцаря, подробно описаны его похождения и поединки. Появился новый персонаж — мачеха Тристана, пытающаяся отравить героя. Король Марк вырисовывается как отрицательный характер. Много места отведено описаниям странствий и подвигов соперника Тристана в любви к Изольде сарацина Паламеда, выделившихся в самостоятельный «Роман о Паламеде» XIV века. Главным отличием от стихотворных версий является изложение эпизодов из легенд о короле Артуре, персонажами стали многие рыцари Круглого стола: Ланселот, Говен, Персеваль, поэтому роман в прозе вошёл в цикл Артурианы. Кроме того в повествование включены мотивы поисков Святого Грааля, чего не было в предшествующих версиях. 

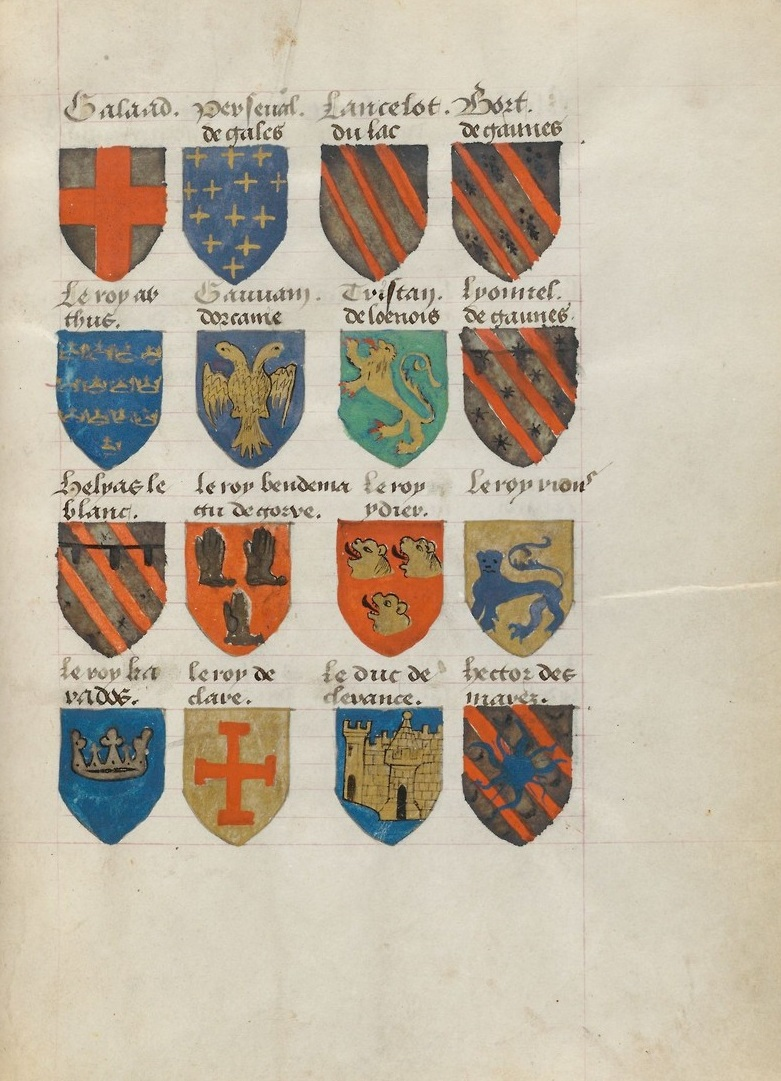
Щит Тристана: золотой лев на зелёном поле, из манускрипта ок. 1470 года

Прозаические тексты содержат поэтические вставки — лэ. Больше всего лэ содержат манускрипты 12599 (1re partie (A [Haines]), Париж) и 2542 (V³ [Haines], Вена). Петербургский манускрипт включает 7 лэ без нотации. В рукописях прозаического романа о Тристане впервые появляется геральдическое описание герба на его щите: «зелень с золотым львом» (золотой лев на зелёном поле).
Переводы на русский язык романа в прозе не передают его полное содержание. А. Д. Михайлов писал, что подробное изложение сюжета книги сделал Эйлерт Лёзет на основании изучения рукописей Парижской национальной библиотеки. Одним из исследованных Лёзетом источников был манускрипт Français 1463, являющийся одной из частей «Романа о короле Артуре» на старофранцузском языке под названием «Роман о Мелиадусе» (Le Roman de Meliadus) и представляющий собой компиляцию, созданную Рустикелло из Пизы после 1273 года. С первой и до последней страницы манускрипт повествует о рыцарях Круглого Стола. Несмотря на помещение имени отца Тристана в заглавие (Мелиадус — Мелиадук), книга рассказывает о генеалогии, судьбе, подвигах Тристана и завершается смертью героя. В самом конце упоминаются имена Люса дель Гата (Luces dol Gaut) и Эли де Борона (Helyes de Boron).

## Издания текста
Манускрипты
- Rustichello de Pise. Le Roman de Meliadus. Манускрипт Français 1463 из собрания Национальной библиотеки Франции.
  - Rustichello de Pise. Le Roman de Meliadus. Печатный текст в онлайн версии на старофранцузском языке на сайте Пизанского университета.

Факсимильное
Первое печатное издание вышло в 1489 году (Rouen, Jehan le Bourgoys), завоевало большой успех и неоднократно переиздавалось.
- Tristan, 1489 :  [фр.] / Edited & Introductory Note by Cedric E. Pickford. — facsimile. — Martlesham : Boydell Press, 1970. — 676 p. — ISBN 9780859911573.

Научные критические издания
- Le Roman de Tristan en prose :  [фр.] : en 3 vol. / Ed. Renée L. Curtis. — Cambridge : D.S. Brewer, 1963–1985.
- Le Roman de Tristan en prose :  [фр.] : en 9 vol. / Ed. Philippe Ménard. — Geneva : Droz, 1987–1997.

## Переводы на русский язык
На русском языке в 1903, 1913, 1938, 1956 годах публиковались переводы легенды в обработке (переложении) Жозефа Бедье (1864—1938), который перевёл роман в прозе со старофранцузского на современный французский язык в 1900 году.  Это переложение в переводе А. А. Веселовского издавалось в СССР и переиздаётся в настоящее время большими тиражами:
- Бедье Ж. Роман о Тристане и Изольде / Переложение Ж. Бедье; пер. с фр.  А. А. Веселовского. — 1-е. — М. : Государственное издательство художественной литературы, 1938. — 228 с. — 100 000 экз.

Отрывки из прозаического романа выходили в «Хрестоматии по зарубежной литературе средних веков» (1938, 1953). Помимо того в настоящее время доступны два издания различающихся версий романа в переводах со старофранцузского и французского языков Ю. Н. Стефанова: «Роман о Тристане и Изольде» 1974 года серии «Библиотека всемирной литературы», осуществлённый по изданию Пьера Шампиона (Le Roman de Tristan et Iseut. Traduction du roman en prose du quinzième siècle par Pierre Champion. Paris, 1938)
- Роман о Тристане и Изольде / пер. с французского Ю. Н. Стефанова // Средневековый роман и повесть / Вступ. ст. и прим. А. Д. Михайлова. — М. : Художественная литература, 1974. — Т. 22. — С. 155—226. — 639 с. — (Библиотека всемирной литературы). — 303 000 экз.

и «Роман о Тристане» серии «Литературные памятники» 1976 года по частичному переводу издания Рене Кюртис (Curtis, Renée L. Le Roman de Tristan en prose. München, 1963) — наиболее авторитетной рукописи второй половины XIII века (Carpentras 404)
- Роман о Тристане / пер. со старофранцузского Ю. Н. Стефанова // Легенда о Тристане и Изольде / Подг. А. Д. Михайлов. — М. : Наука, 1976. — С. 313—338. — 735 с. — (Литературные памятники). — 50 000 экз.

## Исследования
- Веселовский А. Н. Белорусские повести о Тристане, Бове и Аттиле в Познанской рукописи конца XVI века : Тристан // Из истории романа и повести. Материалы и исследования : в II т.. — СПб. : Тип. Имп. Академии наук, 1888. — Т. II. — С. 132—228. — 361+262 с. — Славяно-романский отдел.
- Baumgartner, Emmanuèle. « L'influence de Thomas sur le Tristan en prose », Bulletin bibliographique de la Société internationale arthurienne = The Bibliographical Bulletin of the International Arthurian Society, 24, 1972, p. 196.
- Baumgartner, Emmanuèle. Le "Tristan en prose". Essai d'interprétation d'un roman médiéval, Genève, Droz (Publications romanes et françaises, 133), 1975, xiii + 351 p.
- Löseth E. Le roman en prose de Tristan, le roman de Palamède, et la compilation de Rusticien de Pise :  [фр.] / Ed. Eilert Löseth. — Paris : Émile Bouillon, 1890. — XXVI, 544 p.
- Vinaver E. Le Roman de Tristan et Iseut dans l'œuvre de Thomas Malory :  [фр.] / Eugène Vinaver. — Paris : Champion, 1925. — 244 p.

## Комментарии
1. ↑  А. Д. Михайлов в своей монографии о французском рыцарском романе, статьях и примечаниях к изданиям романа в прозе использует названия «Роман о Тристане и Изольде», «Роман о Тристане» и «Тристан в прозе».